# Szegvár
Szegvár è un comune dell'Ungheria di 4.937 abitanti (dati 2001). È situato nella contea di Csongrád-Csanád.